# ウェゲティウス

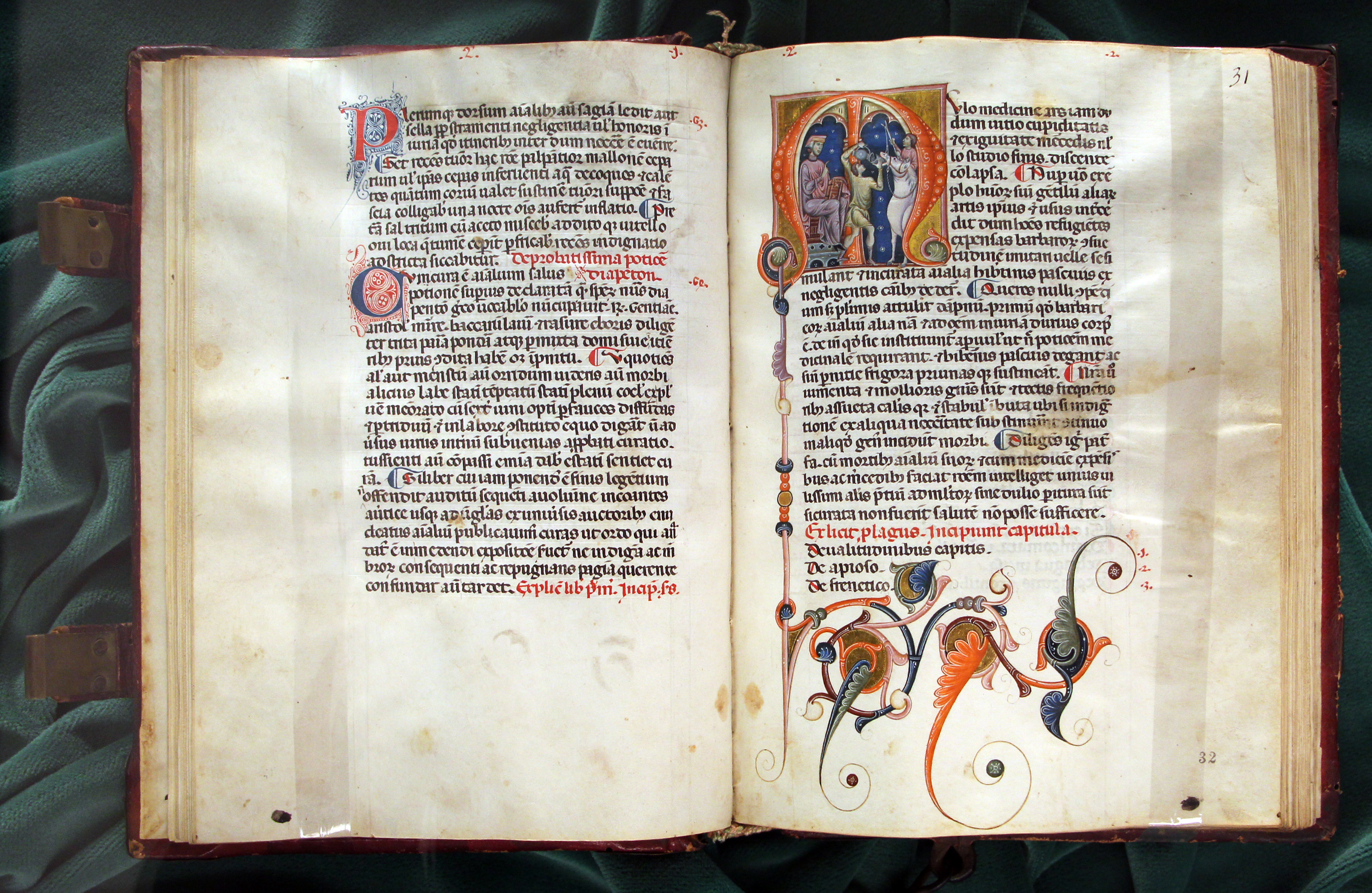
Mulomedicina (1250-1375 ca., Biblioteca Medicea Laurenziana, pluteo 45.19)

フラウィウス・ウェゲティウス・レナトゥス（Flavius Vegetius Renatus）は、4世紀頃のローマ帝国の軍事学者で、『軍事論』の著者である。
彼の生涯がどのようなものであったのかはほとんどわかっていない。伯爵、またはコンスタンチノープル伯と記した史料もあるが確証はなく、ローマの上流階級であったとのみ推察されている。

## 軍事思想
彼の軍事思想の資料に『軍事論』（DE RE MILITARI）があるが、これはウェゲティウスの純粋な著作ではなく、古代ローマ人の軍事研究の資料を編纂したものである。ウェゲティウスが扱っている時代のローマ軍が歴史的にどの時代のローマ軍であるかは明確ではなく、史料として参照する際には注意が必要である。この著作の冒頭では「ウァレンティニアヌス帝」への献辞が述べられており、執筆された時期についてはウァレンティニアヌス2世の時代であると大まかに推測できる。当時のローマでは人口減少や経済の破綻により、軍隊の成員も安価な賃金で雇われた傭兵へと移行していた。このような時代背景の中で、ウェゲティウスは古代ローマの軍制を再考しており、かつてのレギオンの伝統を再建することを試みている。
彼の著作はヨーロッパの軍事思想史において重要な影響を及ぼしたと考えられており、10世紀には最古の写本があったことが分かっているが、既にこの頃に多くの写本が流通していた。イングランド王ヘンリー2世やイタリアの行政官マキアヴェリ、フランスの軍人モーリス・ド・サックスなどの軍事思想に影響を与えたとされている。
その内容は、兵士に対する軍事訓練・軍規、レギオンの編制と運用、戦略と戦術、そして陣地戦闘や海戦などを論じたものである。
「汝、平和を欲するなら、戦い（戦争）に備えよ」
「危急の際に要することは平穏な時代から継続的に為すべきである」
「生まれながらの勇者はいない。勇者は訓練と軍紀によって育てられる」
などの格言を残しており、現代においても引用される文献である。